# 王式通

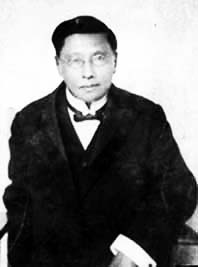

王式通（1863年11月22日—1931年10月3日），原名儀通，字志盦，號書衡，又號研廬。祖籍浙江省紹興府，改籍山西汾陽。清末民初政治人物、学者。

## 生平
光緒二十四年（1898年），王式通中式戊戌科進士，後毕业于京师通艺学堂，曾在北洋編書局、大学堂、学務处、法律学堂等处任職。光緒三十二年（1906年），赴日本考察教育。归国後，历任内閣中書、刑部山東主事、安徽司員外郎、大理院推事、御史、大理院少卿。
中華民国成立，王式通於民国元年（1912年）7月任北京政府的代理司法部次長。陸徴祥内閣司法总長王寵惠中途辞任后，王式通暂时代理司法总長。后来转任总統府法制秘書。其后历任約法会議秘書長、政治会議秘書長、总統府内史、政事堂機要局長等要職。
民国五年（1916年）5月，王式通任段祺瑞内閣的国務院秘書長。翌月，改任国務院参議。民国六年（1917年）9月至民国九年（1920年）9月，任全国水利局副总裁。此後還曾任清史館纂修、故宮博物院管理委員会副委員長、東方文化事业总委員会委員，是当時史学、地方誌方面的权威学者。
民国二十年（1931年）10月3日，王式通在北平病逝，享年68岁。

## 著作
- 『弭兵古義』
- 『志盦遺稿』1938年

## 家庭
其子为民国政要王荫泰。